# Xã Valley, Quận Reno, Kansas
Xã Valley (tiếng Anh: Valley Township) là một xã thuộc quận Reno, tiểu bang Kansas, Hoa Kỳ. Năm 2010, dân số của xã này là 847 người.